# Nechaui
Nechaui (Nechavi), pleme američkih Indijanaca poznato iz kasnog 17. i ranog 18. stoljeća. Njihovo glavno selo nalazilo se na rijeci Neches na području sadašnjeg okruga Cherokee. Navode se kao jedno od plemena rane caddoanske konfederacije Hasinai. Negdje u 18 stojeću Nechaui su asimilirani od jedne ili više caddoanskih skupina.